# José Caeiro da Mata
José Caeiro da Mata (* 6. Januar 1877 in Arraiolos; † 3. Januar 1963 in Lissabon) war ein portugiesischer Jurist, Diplomat und Politiker. Er fungierte von 1933 bis 1935 als Außenminister, von 1944 bis 1947 als Minister für Volksbildung und von 1947 bis 1950 erneut als Außenminister seines Landes. Darüber hinaus wirkte er ab 1919 als Professor für internationales Privatrecht an der Universität Lissabon und von 1931 bis 1936 als Hilfsrichter am Ständigen Internationalen Gerichtshof.

## Leben
José Caeiro da Mata wurde 1877 in Arraiolos geboren und absolvierte seine akademische Ausbildung ab 1899 an der juristischen Fakultät der Universität Coimbra, an der er 1905 das Lizenziat erwarb und ein Jahr später promovierte. Nach seinem Studienabschluss blieb er zunächst als Assistent und später als Titularprofessor für Strafrecht und Kriminalsoziologie an der Universität, bevor er 1919 Titularprofessor für internationales Privatrecht an der Universität Lissabon wurde. Von 1908 bis 1910 gehörte er als Abgeordneter der Regenerationspartei dem portugiesischen Parlament an. Nach der Ausrufung der Republik zog er sich zunächst aus der Politik zurück und widmete sich wieder seinen akademischen Interessen.
In den 1920er Jahren vertrat er sein Heimatland mehrfach bei internationalen Konferenzen. In der Regierung des Estado Novo, der ab 1926 nach einem Militärputsch entstanden war, fungierte er von April 1933 bis März 1935 als Außenminister Portugals. Darüber hinaus wirkte er von 1931 bis 1936 als Hilfsrichter (juge-suppléant) am Ständigen Internationalen Gerichtshof in Den Haag. Zwischen 1935 und 1939 leitete er mehrfach die portugiesischen Delegationen bei den Sitzungen des Völkerbundes. Von 1941 bis 1944 war er portugiesischer Botschafter in Frankreich, zur Zeit der damaligen deutschen Besetzung in Vichy ansässig. Nach dem Ende des Zweiten Weltkrieges war er Vertreter Portugals bei der Gründung der Organisation für europäische wirtschaftliche Zusammenarbeit.
In der Regierung von António de Oliveira Salazar fungierte er von September 1944 bis Februar 1947 als Minister für Volksbildung und nach einer Regierungsumbildung von Februar 1947 bis August 1950 erneut als Außenminister. In dieser Zeit kam es 1949 zur Unterzeichnung des Nordatlantikvertrages und damit zur Entstehung der NATO, bei der Portugal zu den Gründungsmitgliedern zählte. Von 1945 bis zu seinem Tod wirkte José Caeiro da Mata als Präsident der Academia Portuguesa da História (Portugiesische Akademie für Geschichte). Er starb 1963 in Lissabon.

## Werke (Auswahl)
- Direito Civil Português – Parte geral. Coimbra 1910
- Direito Comercial Português. Coimbra 1912
- Direito Criminal Português. Zwei Bände. Coimbra 1912
- História do Direito Português. Coimbra 1912
- Expansão Económica de Portugal. Lissabon 1933
- Ao Serviço de Portugal. Drei Bände. Lissabon 1937–1944 und 1951